# De bedst sælgende singler på verdensplan
Ifølge Guinness World Records er julesangen "White Christmas" skrevet af Irving Berlin og sunget af Bing Crosby fra 1942 den bedste sælgende single på verdensplan med et estimeret salg på over 50 millioner eksemplarer. Sangen, der anses som den bedst sælgende single nogensinde, blev udgivet før pop/rock-single æraen, og allerede i den første udgave af Guinness Rekordbog (1955) blev den anset som den bedst sælgende single og bemærkelsesværdigt har singlen fortsat denne titel mere end 50 år senere. Guinness World Records anfører, at dobbelt A-singlen "Candle in the Wind 1997/Something About the Way You Looke Tonight" af Elton John fra 1997, en hyldest til den afdøde Prinsesse Diana, er "den bedst sælgende single siden Storbritannien og USA begyndte med der singlehitlister i 1950'erne, og har en samlet salg på over 33 millioner eksemplarer", hvilket gør det til den næstbedst sælgende single nogensinde.
De kunstnere, der har udgivet flest singler på listen, er Elvis Presley og Katy Perry, med seks sange hver, og Lady Gaga, Beyoncé og Britney Spears med fem hver. Det samlede salg for hver af dem er henholdsvis 53 millioner, ~40 millioner, ~47 millioner, ~35 millioner og 33 millioner.
På grund af muligheden for at downloade kommercielt musik sælges oftere singler frem for hele albummer, en øget popularitet der ser ud til at have smittet af på salget af musik i fysiske formater. Listen er derfor opdelt i digitale og fysiske singler (CD og vinyl). Transportable musikafspillere, der gør det nemt at høre sange fra forskellige kunstnere, siges at have været en stor faktor i dette.
Singler, hvis salg er en samling af de tilgængelige markeder, i stedet for et verdensomspændende salg, er angivet med kursiv. Disse salgstal er derfor hverken komplettet eller definitive.

## Bedst sælgende fysiske singler

### 15 millioner eksemplarer eller flere
| Kunstner                | Single                                                               | Udgivet | Genre          | Salg (i millioner) | Kilde |
| ----------------------- | -------------------------------------------------------------------- | ------- | -------------- | ------------------ | ----- |
| Bing Crosby             | "White Christmas"                                                    | 1942    | Julemusik, Pop | 50                 | [ 2 ] |
| Elton John              | "Candle in the Wind 1997"/"Something About the Way You Look Tonight" | 1997    | Pop            | 33                 | [ 2 ] |
| Bing Crosby             | "Silent Night"                                                       | 1935    | Christmas, Pop | 30                 | [ 3 ] |
| Bill Haley & His Comets | "Rock Around the Clock"                                              | 1954    | Rock & Roll    | 25                 | [ 4 ] |
| Elvis Presley           | "It's Now or Never"                                                  | 1960    | Pop            | 22                 | [ 5 ] |
| USA for Africa          | "We Are the World"                                                   | 1985    | Pop            | 20                 | [ 6 ] |
| The Ink Spots           | "If I Didn't Care"                                                   | 1939    | Doo-wop        | 19                 | [ 7 ] |
| Baccara                 | "Yes Sir, I Can Boogie"                                              | 1977    | Disco          | 16                 | [ 8 ] |
| Celine Dion             | "My Heart Will Go On"                                                | 1997    | Pop            | 15                 | [ 9 ] |

### 10–14,9 millioner eksemplarer
| Kunstner                           | Single                              | Udgivet | Genre               | Salg (i millioner) | Kilde         |
| ---------------------------------- | ----------------------------------- | ------- | ------------------- | ------------------ | ------------- |
| ABBA                               | "Fernando"                          | 1976    | Pop                 | 10                 | [ 10 ]        |
| Andrea Bocelli and Sarah Brightman | "Time to Say Goodbye"               | 1996    | Operatic pop        | 12                 | [ 11 ] [ 12 ] |
| Band Aid                           | "Do They Know It's Christmas?"      | 1984    | Christmas, Pop      | 11,7               | [ 13 ]        |
| Britney Spears                     | "...Baby One More Time"             | 1998    | Pop                 | 10                 | [ 14 ]        |
| The Beatles                        | "I Want to Hold Your Hand"          | 1964    | Rock                | 12                 | [ 3 ]         |
| Bryan Adams                        | "(Everything I Do) I Do It for You" | 1991    | Rock                | 10                 | [ 10 ]        |
| Carl Douglas                       | "Kung Fu Fighting"                  | 1974    | Disco               | 11                 | [ 15 ] [ 16 ] |
| Cher                               | "Believe"                           | 1998    | Pop, Dance          | 11                 | [ 17 ]        |
| Elvis Presley                      | "Hound Dog"                         | 1956    | Rock & roll         | 10                 | [ 18 ]        |
| George McCrae                      | "Rock Your Baby"                    | 1974    | Disco               | 11                 | [ 3 ]         |
| Gloria Gaynor                      | "I Will Survive"                    | 1978    | Disco               | 14                 | [ 19 ]        |
| Kylie Minogue                      | "Can't Get You Out of My Head"      | 2001    | Dance-pop           | 10                 | [ 20 ]        |
| Kyu Sakamoto                       | "Sukiyaki"                          | 1961    | Pop                 | 13                 | [ 21 ]        |
| Los del Rio                        | "Macarena"                          | 1995    | Dance-pop/Latin pop | 11                 | [ 22 ]        |
| Mariah Carey                       | "All I Want for Christmas Is You"   | 1994    | Christmas           | 12                 | [ 23 ]        |
| Middle of the Road                 | "Chirpy Chirpy Cheep Cheep"         | 1971    | Pop                 | 10                 | [ 24 ]        |
| Mills Brothers                     | "Paper Doll"                        | 1943    | Country             | 11                 | [ 3 ]         |
| The Monkees                        | "I'm a Believer"                    | 1966    | Pop                 | 10                 | [ 3 ] [ 25 ]  |
| Panjabi MC                         | "Mundian To Bach Ke"                | 1998    | Bhangra             | 10                 | [ 26 ]        |
| Procol Harum                       | "A Whiter Shade of Pale"            | 1967    | Progressive Rock    | 10                 | [ 3 ]         |
| Roger Whittaker                    | "The Last Farewell"                 | 1975    | Pop                 | 11                 | [ 27 ]        |
| Roy Acuff                          | "Wabash Cannonball"                 | 1942    | Country             | 10                 | [ 24 ]        |
| Scorpions                          | "Wind of Change"                    | 1991    | Hard Rock           | 14                 | [ 28 ]        |
| Van McCoy & the Soul City Symphony | "The Hustle"                        | 1975    | Disco               | 10                 | [ 10 ]        |
| Village People                     | "Y.M.C.A."                          | 1978    | Pop, Disco          | 12                 | [ 29 ]        |
| Whitney Houston                    | "I Will Always Love You"            | 1992    | R&B                 | 12                 | [ 30 ]        |

### 7–9,9 millioner eksemplarer
| Kunstner                                 | Single                                                 | Udgivet | Genre                   | Salg (i millioner) | Kilde         |
| ---------------------------------------- | ------------------------------------------------------ | ------- | ----------------------- | ------------------ | ------------- |
| a-ha                                     | "Take on Me"                                           | 1985    | Synthpop                | 7                  | [ 31 ] [ 32 ] |
| The Animals                              | "The House of the Rising Sun"                          | 1964    | Rock                    | 8                  | [ 33 ]        |
| Aqua                                     | "Barbie Girl"                                          | 1997    | Bubblegum dance         | 8                  | [ 34 ]        |
| Ashanti                                  | "Foolish"                                              | 2002    | R&B                     | 7.2                | [ 22 ]        |
| The Beatles                              | "Can't Buy Me Love"                                    | 1964    | Rock                    | 7                  | [ 3 ] [ 35 ]  |
| The Beatles                              | "Hey Jude"                                             | 1968    | Rock                    | 8                  | [ 36 ]        |
| Beyoncé featuring Jay-Z                  | "Crazy in Love"                                        | 2003    | R&B                     | 8                  | [ 37 ]        |
| Chic                                     | "Le Freak"                                             | 1978    | Disco                   | 7                  | [ 38 ]        |
| Christina Aguilera                       | "Genie in a Bottle"                                    | 1999    | Pop                     | 7                  | [ 22 ]        |
| Danyel Gérard                            | "Butterfly"                                            | 1971    | Pop                     | 7                  | [ 39 ] [ 40 ] |
| Gene Autry                               | "Rudolph the Red-Nosed Reindeer"                       | 1949    | Christmas, Pop          | 8                  | [ 24 ]        |
| Green Day                                | "Boulevard of Broken Dreams"                           | 2004    | Alternative rock        | 7                  | [ 37 ]        |
| Julie Rogers                             | "The Wedding"                                          | 1964    | Pop                     | 7                  | [ 24 ] [ 41 ] |
| Las Ketchup                              | "The Ketchup Song (Aserejé)"                           | 2002    | Beach/Latin pop         | 7                  | [ 42 ]        |
| Mahalia Jackson                          | "Move On Up a Little Higher"                           | 1948    | Gospel                  | 8                  | [ 43 ]        |
| Mary Hopkin                              | "Those Were the Days"                                  | 1968    | Pop                     | 8                  | [ 24 ]        |
| Modern Talking                           | "You're My Heart, You're My Soul"                      | 1984    | Synthpop                | 8                  | [ 44 ]        |
| Nirvana                                  | "Smells Like Teen Spirit"                              | 1991    | Grunge                  | 8                  | [ 45 ]        |
| Paul Anka                                | "Diana"                                                | 1957    | Pop                     | 9                  | [ 5 ] [ 24 ]  |
| Puff Daddy featuring Faith Evans and 112 | "I'll Be Missing You"                                  | 1997    | East Coast hip hop, R&B | 7,2                | [ 46 ] [ 47 ] |
| Queen                                    | "Another One Bites the Dust"                           | 1980    | Funk rock               | 7                  | [ 48 ]        |
| Ricky Martin                             | "Livin' la Vida Loca"                                  | 1999    | Latin pop               | 8                  | [ 22 ]        |
| Ricky Valance                            | "Tell Laura I Love Her"                                | 1960    | Pop                     | 7                  | [ 49 ]        |
| Royal Scots Dragoon Guards               | "Amazing Grace"                                        | 1972    | Hymn                    | 7                  | [ 39 ]        |
| Roy Orbison                              | "Oh, Pretty Woman"                                     | 1964    | Rock & roll             | 7                  | [ 50 ]        |
| Scott McKenzie                           | "San Francisco (Be Sure to Wear Flowers in Your Hair)" | 1967    | Pop                     | 7                  | [ 51 ]        |
| Shakira                                  | "Whenever, Wherever"                                   | 2001    | Latin pop               | 8,5                | [ 52 ]        |
| Shocking Blue                            | "Venus"                                                | 1969    | Pop                     | 7,5                | [ 53 ]        |
| Survivor                                 | "Eye of the Tiger"                                     | 1982    | Hard Rock               | 8,5[b]             | [ 47 ] [ 54 ] |

### 5–6,9 millioner eksemplarer
| Kunstner                                   | Single                                        | Udgivet | Genre                    | Salg (i millioner) | Kilde         |
| ------------------------------------------ | --------------------------------------------- | ------- | ------------------------ | ------------------ | ------------- |
| 1910 Fruitgum Company                      | "Simon Says"                                  | 1968    | Bubblegum Pop            | 5                  | [ 55 ]        |
| ABBA                                       | "Waterloo"                                    | 1974    | Pop                      | 5                  | [ 24 ] [ 56 ] |
| The Archies                                | "Sugar, Sugar"                                | 1969    | Bubblegum pop            | 6                  | [ 3 ]         |
| The Beatles                                | "She Loves You"                               | 1963    | Rock                     | 5                  | [ 24 ]        |
| Bee Gees                                   | "Massachusetts"                               | 1967    | Pop                      | 5                  | [ 3 ] [ 57 ]  |
| Billy Swan                                 | "I Can Help"                                  | 1974    | Country, Pop             | 5                  | [ 58 ] [ 59 ] |
| Bing Crosby and The Andrews Sisters        | "Jingle Bells"                                | 1943    | Christmas, Pop           | 6                  | [ 3 ]         |
| Bonnie Tyler                               | "It's a Heartache"                            | 1977    | Country rock             | 6                  | [ 60 ]        |
| Bonnie Tyler                               | "Total Eclipse of the Heart"                  | 1983    | Power ballad             | 6                  | [ 61 ]        |
| Britney Spears                             | "Oops!... I Did It Again"                     | 2000    | Dance-pop                | 6                  | [ 37 ]        |
| Brotherhood of Man                         | "Save Your Kisses for Me"                     | 1976    | Pop                      | 6                  | [ 62 ]        |
| The Chipmunks                              | "The Chipmunk Song (Christmas Don't Be Late)" | 1958    | Children, Christmas, Pop | 5                  | [ 24 ]        |
| Coolio ft. L.V.                            | "Gangsta's Paradise"                          | 1995    | Gangsta rap              | 5,9                | [ 47 ] [ 63 ] |
| Christina Aguilera, Lil' Kim, Mýa and Pink | "Lady Marmalade"                              | 2001    | Pop                      | 5,2                | [ 64 ]        |
| Culture Club                               | "Do You Really Want to Hurt Me"               | 1982    | New Wave                 | 6,5                | [ 65 ]        |
| Culture Club                               | "Karma Chameleon"                             | 1983    | New Wave                 | 5                  | [ 66 ] [ 67 ] |
| Dawn                                       | "Knock Three Times"                           | 1971    | Pop                      | 6                  | [ 3 ] [ 68 ]  |
| Dawn featuring Tony Orlando                | "Tie a Yellow Ribbon Round the Ole Oak Tree"  | 1973    | Pop                      | 6                  | [ 3 ] [ 69 ]  |
| Elvis Presley                              | "Are You Lonesome Tonight?"                   | 1960    | Pop                      | 5                  | [ 70 ]        |
| Elvis Presley                              | "Don't Be Cruel"                              | 1956    | Rock & roll              | 6                  | [ 71 ]        |
| Elvis Presley                              | "Love Me Tender"                              | 1956    | Acoustic                 | 5                  | [ 72 ]        |
| Elvis Presley                              | "Surrender"                                   | 1961    | Pop                      | 5                  | [ 5 ] [ 24 ]  |
| Eminem                                     | "Stan"                                        | 2000    | Alternativ hiphop        | 5                  | [ 37 ]        |
| Enigma                                     | "Sadeness (Part I)"                           | 1990    | New Age, Ambient techno  | 5                  | [ 73 ]        |
| Engelbert Humperdinck                      | "Release Me"                                  | 1967    | Pop                      | 5                  | [ 24 ]        |
| Gene Austin                                | "My Blue Heaven"                              | 1927    | Pop                      | 5                  | [ 3 ]         |
| Gene Autry                                 | "That Silver-Haired Daddy of Mine"            | 1939    | Pop                      | 5                  | [ 24 ]        |
| George Harrison                            | "My Sweet Lord"                               | 1970    | Folk rock, Gospel        | 5                  | [ 3 ]         |
| George Michael                             | "Careless Whisper"                            | 1984    | Pop                      | 6                  | [ 74 ]        |
| Harry Simeone Chorale                      | "The Little Drummer Boy"                      | 1958    | Pop                      | 6                  | [ 24 ]        |
| The Jackson 5                              | "I Want You Back"                             | 1969    | R&B                      | 6                  | [ 75 ]        |
| The Jackson 5                              | "I'll Be There"                               | 1970    | Pop                      | 5                  | [ 76 ]        |
| Janet Jackson                              | "Together Again"                              | 1997    | Pop                      | 6                  | [ 77 ]        |
| Jeannie C. Riley                           | "Harper Valley PTA"                           | 1968    | Pop, Country             | 5                  | [ 24 ]        |
| John Travolta and Olivia Newton-John       | "You're the One That I Want"                  | 1978    | Pop rock                 | 6,6                | [ 78 ] [ 79 ] |
| Kaoma                                      | "Lambada"                                     | 1989    | Lambada                  | 5                  | [ 80 ]        |
| Jerry Lee Lewis                            | "Great Balls of Fire"                         | 1957    | Rock and roll            | 5                  | [ 81 ]        |
| Jerry Lee Lewis                            | "Whole Lotta Shakin' Goin On"                 | 1957    | Rock and roll            | 6                  | [ 81 ]        |
| Madonna                                    | "Like a Prayer"                               | 1989    | Gospel, Pop rock         | 5                  | [ 82 ]        |
| Madonna                                    | "Vogue"                                       | 1990    | Dance-pop, House, Disco  | 6                  | [ 83 ]        |
| Michael Jackson                            | "Beat It"                                     | 1983    | Rock                     | 5[e]               | [ 84 ] [ 85 ] |
| Michael Jackson                            | "Billie Jean"                                 | 1983    | R&B                      | 5,6[d]             | [ 84 ] [ 86 ] |
| Michael Jackson                            | "Thriller"                                    | 1984    | Funk                     | 6,3[c]             | [ 84 ] [ 87 ] |
| Mitch Miller                               | "March from Bridge on the River Kwai"         | 1957    | March                    | 5                  | [ 3 ]         |
| The Monkees                                | "Daydream Believer"                           | 1967    | Pop rock                 | 5                  | [ 88 ]        |
| Mungo Jerry                                | "In the Summertime"                           | 1970    | Pop                      | 6                  | [ 3 ]         |
| Musical Youth                              | "Pass the Dutchie"                            | 1982    | Reggae                   | 5                  | [ 89 ]        |
| Neil Diamond                               | "Cracklin' Rosie"                             | 1970    | Pop                      | 6                  | [ 3 ]         |
| The New Seekers                            | "I'd Like to Teach the World to Sing"         | 1971    | Pop/Folk                 | 6                  | [ 24 ]        |
| Nini Rosso                                 | "Il Silenzio"                                 | 1965    | Pop                      | 5                  | [ 3 ]         |
| The Partridge Family                       | "I Think I Love You"                          | 1970    | Pop                      | 5                  | [ 24 ]        |
| Queen                                      | "Bohemian Rhapsody"                           | 1976    | Rock opera               | 6,4[h]             | [ 47 ] [ 90 ] |
| Shakira                                    | "Underneath Your Clothes"                     | 2002    | Pop                      | 5                  | [ 37 ]        |
| Simon & Garfunkel                          | "Bridge Over Troubled Water"                  | 1970    | Soft rock                | 6                  | [ 24 ]        |
| Spice Girls                                | "Wannabe"                                     | 1996    | Pop                      | 6                  | [ 91 ]        |
| Staff Sergeant Barry Sadler                | "Ballad of the Green Berets"                  | 1966    | Pop                      | 5                  | [ 24 ]        |
| Terry Jacks                                | "Seasons in the Sun"                          | 1974    | Pop                      | 5                  | [ 24 ]        |
| Three Dog Night                            | "Joy to the World"                            | 1971    | Rock                     | 5                  | [ 24 ]        |
| Tino Rossi                                 | "Petit Papa Noël"                             | 1946    | Christmas                | 5,7                | [ 84 ]        |
| Tom Jones                                  | "Delilah"                                     | 1968    | Pop                      | 5                  | [ 3 ]         |
| Tommy James and the Shondells              | "Crimson and Clover"                          | 1968    | Psychedelic pop          | 5                  | [ 92 ]        |
| The Tornados                               | "Telstar"                                     | 1962    | Pop                      | 5                  | [ 3 ]         |
| Vernon Dalhart                             | "The Prisoner's Song"                         | 1924    | Country                  | 6                  | [ 3 ]         |
| Wings                                      | "Mull of Kintyre"                             | 1977    | Rock                     | 6                  | [ 93 ]        |

## Bedste sælgende digitale singler

### 10 millioner eksemplarer eller flere
| Kunstner                                    | Single                         | Udgivet | Genre                       | Salg (i millioner) | Kilde                   |
| ------------------------------------------- | ------------------------------ | ------- | --------------------------- | ------------------ | ----------------------- |
| Xiao Zhan                                   | Light                          | 2020    | Pop                         | 44                 | [ 94 ]                  |
| Wang Yibo                                   | No Sense                       | 2019    | Pop                         | 16.9               | [ 95 ]                  |
| Adele                                       | "Rolling in the Deep"          | 2010    | Soul                        | 13,5               | [ 96 ] [ 97 ] [ 98 ]    |
| Bruno Mars                                  | "Just the Way You Are"         | 2010    | Pop                         | 12,5               | [ 99 ]                  |
| Bruno Mars                                  | "Grenade"                      | 2010    | Pop                         | 10,2               | [ 99 ]                  |
| The Black Eyed Peas                         | "Boom Boom Pow"                | 2009    | Hip hop                     | 10,7               | [ 100 ] [ 101 ]         |
| The Black Eyed Peas                         | "I Gotta Feeling"              | 2009    | Dance-pop                   | 14,6               | [ 100 ] [ 102 ]         |
| Carly Rae Jepsen                            | "Call Me Maybe"                | 2012    | Pop                         | 12,5               | [ 103 ]                 |
| Eminem featuring Rihanna                    | "Love the Way You Lie"         | 2010    | Hip hop                     | 11                 | [ 102 ] [ 104 ] [ 105 ] |
| Flo Rida featuring T-Pain                   | "Low"                          | 2007    | Hip hop                     | 10,12              | [ 106 ]                 |
| Gotye featuring Kimbra                      | "Somebody That I Used to Know" | 2011    | Alternative rock, indie pop | 13                 | [ 107 ]                 |
| Jason Mraz                                  | "I'm Yours"                    | 2008    | Pop, Folk rock              | 10                 | - -                     |
| Kesha                                       | "Tik Tok"                      | 2009    | Electropop                  | 14                 | [ 109 ]                 |
| LMFAO featuring Lauren Bennett and GoonRock | "Party Rock Anthem"            | 2011    | Electro-house               | 13,9               | [ 99 ] [ 110 ] [ 111 ]  |
| Lady Gaga                                   | "Poker Face"                   | 2008    | Electropop                  | 12,5               | [ 100 ] [ 101 ]         |
| Maroon 5 featuring Christina Aguilera       | "Moves like Jagger"            | 2011    | Pop                         | 10,7               | [ 99 ] [ 111 ]          |
| PSY                                         | "Gangnam Style"                | 2012    | K-pop                       | 10,3               | [ 112 ] [ 113 ] [ 114 ] |
| Shakira featuring Wyclef Jean               | "Hips Don't Lie"               | 2006    | Latin pop                   | 10                 | [ 115 ]                 |

### 7–9,99 millioner eksemplare
| Kunstner                                     | Single                             | Udgivet | Genre                    | Salg (i millioner) | Kilde                   |
| -------------------------------------------- | ---------------------------------- | ------- | ------------------------ | ------------------ | ----------------------- |
| Adele                                        | "Someone like You"                 | 2011    | Soul                     | 7,53               | [ 116 ] [ 117 ]         |
| Avril Lavigne                                | "Girlfriend"                       | 2007    | Pop punk                 | 7,3                | [ 118 ]                 |
| Beyoncé                                      | "Single Ladies (Put a Ring on It)" | 2008    | R&B                      | 7,6                | [ 119 ] [ 120 ]         |
| The Black Eyed Peas                          | "My Humps"                         | 2005    | Hip hop                  | 8                  | [ 37 ] [ 121 ]          |
| The Black Eyed Peas                          | "The Time (Dirty Bit)"             | 2010    | Dance                    | 7,3                | [ 99 ]                  |
| Eminem                                       | "Lose Yourself"                    | 2002    | Hardcore hip hop         | 7                  | [ 97 ] [ 122 ]          |
| Exile                                        | "Lovers Again"                     | 2007    | Pop                      | 7                  | [ 123 ]                 |
| fun. featuring Janelle Monáe                 | "We Are Young"                     | 2011    | Indie pop                | 9.6                | [ 103 ]                 |
| Jennifer Lopez featuring Pitbull             | "On the Floor"                     | 2011    | Dance                    | 8,4                | [ 99 ]                  |
| Journey                                      | "Don't Stop Believin'"             | 1981    | Rock                     | 7,42[a]            | [ 97 ] [ 124 ]          |
| Katy Perry                                   | "Firework"                         | 2010    | Dance-pop                | 8,17               | [ 97 ] [ 125 ]          |
| Katy Perry                                   | "I Kissed a Girl"                  | 2008    | Pop rock                 | 8                  | [ 22 ]                  |
| Lady Gaga                                    | "Bad Romance"                      | 2009    | Electropop               | 9,7                | [ 102 ]                 |
| Lady Gaga                                    | "Born This Way"                    | 2011    | Electropop               | 8,2                | [ 99 ]                  |
| Lady Gaga featuring Colby O'Donis            | "Just Dance"                       | 2008    | Electropop               | 9,74               | [ 100 ] [ 101 ]         |
| Lady Gaga featuring Beyoncé                  | "Telephone"                        | 2010    | Electropop               | 7,4                | [ 102 ]                 |
| Leona Lewis                                  | "Bleeding Love"                    | 2008    | Pop                      | 7,7                | [ 126 ]                 |
| Lil Wayne featuring Static Major             | "Lollipop"                         | 2008    | Rap                      | 9,1                | [ 126 ]                 |
| Madonna                                      | "Hung Up"                          | 2005    | Dance-pop, disco         | 9                  | [ 83 ] [ 127 ]          |
| Maroon 5                                     | "Payphone"                         | 2012    | Pop                      | 9,1                | [ 103 ]                 |
| Michel Teló                                  | "Ai Se Eu Te Pego"                 | 2011    | Sertanejo                | 7,2                | [ 103 ]                 |
| Nicki Minaj                                  | "Starships"                        | 2012    | Eurodance                | 7,2                | [ 103 ]                 |
| P!nk                                         | "So What"                          | 2008    | Pop rock                 | 7,8                | [ 22 ]                  |
| Pitbull featuring Ne-Yo, Afrojack, and Nayer | "Give Me Everything"               | 2011    | Electro-house, Dance-pop | 8,2                | [ 99 ]                  |
| Taio Cruz                                    | "Dynamite"                         | 2010    | Pop                      | 7,14               | [ 128 ]                 |
| Taylor Swift                                 | "Love Story"                       | 2008    | Country, Pop             | 8                  | [ 100 ] [ 101 ]         |
| Thelma Aoyama                                | "Soba ni Iru ne"                   | 2008    | Pop                      | 8,2                | [ 126 ]                 |
| Train                                        | "Hey, Soul Sister"                 | 2009    | Pop                      | 7,6                | [ 102 ] [ 129 ] [ 130 ] |
| Utada Hikaru                                 | "Flavor of Life"                   | 2007    | Pop                      | 8                  | [ 131 ]                 |

### 5–6,99 millioner eksemplarer
| Kunstner                           | Single                             | Udgivet | Genre                                 | Salg (i millioner) | Kilde                   |
| ---------------------------------- | ---------------------------------- | ------- | ------------------------------------- | ------------------ | ----------------------- |
| Adele                              | "Set Fire to the Rain"             | 2011    | Pop, Soul                             | 5,90               | [ 132 ]                 |
| Akon                               | "Don't Matter"                     | 2007    | Reggae fusion, folk, contemporary R&B | 5,7                | [ 118 ]                 |
| Alicia Keys                        | "No One"                           | 2007    | R&B, Soul                             | 5,6                | [ 126 ]                 |
| Beyoncé                            | "Halo"                             | 2009    | R&B, Pop                              | 6,0                | [ 133 ]                 |
| Beyoncé                            | "Irreplaceable"                    | 2006    | Pop, R&B                              | 6,7[g]             | [ 134 ] [ 135 ]         |
| Britney Spears                     | "Circus"                           | 2008    | Pop                                   | 5,5                | [ 100 ]                 |
| Britney Spears                     | "Toxic"                            | 2004    | Pop                                   | 6,5                | [ 136 ] [ 137 ]         |
| Britney Spears                     | "Womanizer"                        | 2008    | Electropop                            | 6                  | [ 37 ]                  |
| Bruno Mars                         | "The Lazy Song"                    | 2011    | Pop                                   | 6,5                | [ 99 ]                  |
| Cee Lo Green                       | "Fuck You"                         | 2010    | Pop                                   | 6,02               | [ 138 ]                 |
| Coldplay                           | "Viva la Vida"                     | 2008    | Baroque pop                           | 6,41               | [ 97 ] [ 139 ]          |
| Flo Rida                           | "Good Feeling"                     | 2011    | Dance-pop                             | 5,86               | [ 140 ] [ 141 ]         |
| Flo Rida                           | "Right Round"                      | 2009    | Southern hip hop                      | 5,92               | [ 142 ]                 |
| Flo Rida featuring Sia             | "Wild Ones"                        | 2012    | Dance-pop                             | 6,5                | [ 103 ]                 |
| Flo Rida                           | "Whistle"                          | 2012    | Pop                                   | 6,6                | [ 103 ]                 |
| Foster the People                  | "Pumped Up Kicks"                  | 2010    | Indie pop / Alternative rock          | 6,21               | [ 143 ]                 |
| fun.                               | "Some Nights"                      | 2012    | Indie pop                             | 5,18               | [ 144 ]                 |
| Jay Sean featuring Lil Wayne       | "Down"                             | 2009    | R&B, Dance                            | 6                  | [ 145 ]                 |
| Jay-Z featuring Alicia Keys        | "Empire State of Mind"             | 2009    | Hip-hop, R&B                          | 5.45               | [ 146 ]                 |
| Justin Bieber                      | "Baby"                             | 2010    | Pop                                   | 6,4                | [ 102 ]                 |
| Greeeen                            | "Kiseki"                           | 2008    | Pop                                   | 6.2                | [ 126 ]                 |
| Kanye West                         | "Heartless"                        | 2008    | Pop                                   | 5,5                | [ 100 ]                 |
| Kanye West                         | "Stronger"                         | 2007    | Hip hop                               | 5,07               | [ 147 ]                 |
| Katy Perry featuring Snoop Dogg    | "California Gurls"                 | 2010    | Pop                                   | 6,7                | [ 102 ]                 |
| Katy Perry featuring Kanye West    | "E.T."                             | 2011    | Pop                                   | 6,48               | [ 148 ]                 |
| Katy Perry                         | "Teenage Dream"                    | 2010    | Pop rock, electropop                  | 5,18               | [ 149 ]                 |
| Katy Perry                         | "Hot N Cold"                       | 2008    | Pop                                   | 6,26               | [ 150 ]                 |
| Kelly Clarkson                     | "Stronger (What Doesn't Kill You)" | 2012    | Pop rock, electropop                  | 5                  | [ 151 ]                 |
| Kings of Leon                      | "Use Somebody"                     | 2008    | Alternative rock                      | 5,28               | [ 97 ] [ 152 ]          |
| Lady Antebellum                    | "Need You Now"                     | 2009    | Country pop                           | 6,15               | [ 153 ]                 |
| LMFAO                              | "Sexy and I Know It"               | 2011    | Electro house                         | 6,93               | [ 97 ] [ 154 ]          |
| Mariah Carey                       | "We Belong Together"               | 2005    | R&B                                   | 5                  | [ 37 ] [ 155 ]          |
| Miley Cyrus                        | "Party in the U.S.A."              | 2009    | R&B, dance-pop                        | 6                  | [ 156 ]                 |
| Maroon 5                           | "One More Night"                   | 2012    | Pop, reggae, funk rock                | 6,9                | [ 103 ]                 |
| Nicki Minaj                        | "Super Bass"                       | 2011    | Pop, Hip-Hop                          | 5.01               | [ 157 ]                 |
| One Direction                      | "What Makes You Beautiful"         | 2011    | Teen pop                              | 5                  | [ 158 ]                 |
| Owl City                           | "Fireflies"                        | 2009    | Pop                                   | 5,39               | [ 159 ]                 |
| Paramore                           | "crushcrushcrush"                  | 2007    | Rock                                  | 6,1                | [ 102 ]                 |
| Rihanna featuring Jay-Z            | "Umbrella"                         | 2007    | R&B                                   | 6,6                | [ 118 ]                 |
| Rihanna                            | "Disturbia"                        | 2008    | Dance-pop, Electropop                 | 5,15               | [ 160 ]                 |
| Rihanna                            | "Only Girl (In the World)"         | 2010    | Europop, Dance-pop                    | 5,32               | [ 161 ] [ 162 ]         |
| Rihanna featuring Calvin Harris    | "We Found Love"                    | 2011    | Electro house                         | 6,90               | [ 163 ] [ 164 ] [ 165 ] |
| Enrique Iglesias featuring Pitbull | "I Like It"                        | 2010    | Electropop                            | 5                  | [ 166 ]                 |
| Shakira                            | "La Tortura"                       | 2005    | Latin pop                             | 6                  | [ 37 ]                  |
| Shop Boyz                          | "Party Like a Rock Star"           | 2007    | Pop                                   | 5,2                | [ 118 ]                 |
| Soulja Boy Tell 'Em                | "Crank That (Soulja Boy)"          | 2007    | Southern rap                          | 5,2                | [ 118 ]                 |
| Soulja Boy Tell 'Em                | "Kiss Me Thru the Phone"           | 2007    | Southern rap                          | 5,7                | [ 100 ]                 |
| T-Pain                             | "Buy U a Drank (Shawty Snappin')"  | 2007    | Snap & B                              | 5,9                | [ 118 ]                 |
| The Pussycat Dolls                 | "Don't Cha"                        | 2005    | Pop                                   | 6                  | [ 167 ]                 |
| Timbaland featuring OneRepublic    | "Apologize"                        | 2007    | Pop                                   | 6,2                | [ 126 ]                 |
| Usher featuring Young Jeezy        | "Love in This Club"                | 2008    | R&B, Synthpop                         | 5,6                | [ 126 ]                 |
| Usher featuring will.i.am          | "OMG"                              | 2010    | R&B, Soul                             | 6,9                | [ 102 ]                 |